# شورية داكنة
شورية داكنة (الاسم العلمي:Shorea obscura) هي نوع غير مؤكد من النباتات تتبع جنس الشورية من فصيلة مجنحية الثمر.